# Vérargues
Vérargues är en kommun i departementet Hérault i regionen Occitanien i södra Frankrike. Kommunen ligger i kantonen Lunel som tillhör arrondissementet Montpellier. År 2018 hade Vérargues 748 invånare.

## Befolkningsutveckling
Antalet invånare i kommunen Vérargues
Referens:INSEE